# Rezerwy walutowe
Rezerwy walutowe, rezerwy dewizowe – płynne aktywa zagraniczne, które są kontrolowane i posiadane przez krajowy bank centralny (np. zagraniczne waluty zdeponowane w banku centralnym). Do funkcji rezerw walutowych należy m.in. zabezpieczenie operacji wyrównujących bilans płatniczy kraju, gwarantowanie wymienialności pieniądza krajowego oraz umożliwienie interwencji na rynku walutowym.

Rezerwy w walutach i złocie w 2006 r.

## Historia
Początkowo rezerwy były przetrzymywane w złocie. Po wprowadzeniu systemu z Bretton Woods, Stany Zjednoczone związały swoją walutę ze złotem. Spowodowało to, że niektóre państwa zrezygnowały z trzymania rezerw w złocie i zaczęły trzymać je w dolarach. Banki centralne zazwyczaj trzymają rezerwy w kilku walutach.

## Cel
Głównym celem posiadania rezerw walutowych przez banki centralne jest utrzymanie stabilności i bezpieczeństwa walutowego państw.

## Poziomy rezerw walutowych
Na koniec 2014 roku ok. 33% wszystkich oficjalnych rezerw walutowych było trzymanych w dolarach, a ok. 12% euro.
Państwa, które mają największe rezerwy walutowe (w sumie posiadają ok. 80% światowych rezerw walutowych):
| Pozycja | Państwo          | mld USD (koniec miesiąca) |
| ------- | ---------------- | ------------------------- |
| 1       | Chiny            | 3843 (grudzień 2014)      |
| 2       | Japonia          | 1261 (grudzień 2014)      |
| –       | Strefa euro      | 743 (grudzień 2014)       |
| 3       | Arabia Saudyjska | 732 (grudzień 2014)       |
| 4       | Szwajcaria       | 545 (grudzień 2014)       |
| 5       | Tajwan           | 419 (grudzień 2014)       |
| 6       | Rosja            | 385 (grudzień 2014)       |
| 7       | Korea Południowa | 364 (grudzień 2014)       |
| 8       | Brazylia         | 364 (grudzień 2014)       |
| 9       | Hongkong         | 329 (grudzień 2014)       |
| 10      | Indie            | 320 (grudzień 2014)       |

### Poziom rezerw walutowych Polski
Na koniec sierpnia 2018 rezerwy walutowe NBP wynosiły 416 898,5 mln zł:
- Złoto monetarne – 16 039,0 mln zł;
- SDR – 1 533,2 mln zł;
- Transza rezerwowa w Międzynarodowym Funduszu Walutowym – 2 398,7 mln zł;
- Należności w walutach wymienialnych – 396 927,6 mln zł.